# Tim Montgomery
Timothy Montgomery (Gaffney, 25 de janeiro de 1975) é um ex-atleta norte-americano que já conquistou o recorde mundial dos 100 metros rasos. Seus recordes foram anulados após ter sido flagrado em exames antidoping pelo uso de esteróides anabolizantes.
Em 10 de Outubro de 2008, foi condenado a cinco anos de prisão em Norfolk, no estado da Virgínia, por ter vendido heroína em 2007. Ainda em 2008, Montgomery confessou o uso de doping nas Olimpíadas de Sydney em 2000 para participar das eliminatórias dos 4 X 100 m.
Estes cinco anos de prisão juntam-se a uma pena de quatro anos aplicada em Maio, pela sua implicação num caso de fraude bancária de vários milhões de dólares.